# Metopium toxiferum
Metopium toxiferum är en sumakväxtart som först beskrevs av Carl von Linné, och fick sitt nu gällande namn av Krug & Urb.. Metopium toxiferum ingår i släktet Metopium och familjen sumakväxter. Inga underarter finns listade i Catalogue of Life.